# Lista odcinków serialu anime The Apothecary Diaries
Artykuł zawiera listę wszystkich wyemitowanych odcinków telewizyjnego serialu anime The Apothecary Diaries, wyprodukowanego przez Toho Animation Studio i studio OLM, na podstawie light novel napisanej przez Natsu Hyūgę i zilustrowanej przez Tōko Shino. Reżyserem i scenarzystą pierwszego sezonu był Norihiro Naganuma, któremu asystował Akinori Fudesaka. W drugim sezonie Fudesaka przejął stanowisko głównego reżysera. Za projekty postaci odpowiadała Yukiko Nakatani, natomiast muzykę skomponowali Satoru Kōsaki, Kevin Penkin oraz Alisa Okehazama.
Pierwszy sezon był nadawany od 22 października 2023 do 24 marca 2024 w stacji Nippon TV. Po zakończeniu jego emisji zapowiedziano drugi sezon, którego emisja rozpoczęła się 10 stycznia i zakończyła 4 lipca 2025. Wraz z zakończeniem emisji drugiego sezonu ogłoszono, że trwają prace nad kontynuacją.
Prawa do streamingu serii nabył Crunchyroll.

## Przegląd serii
| Sezon | Sezon | Odcinki | Premiera serii       | Finał serii   |
| ----- | ----- | ------- | -------------------- | ------------- |
|       | 1     | 24      | 22 października 2023 | 24 marca 2024 |
|       | 2     | 24      | 10 stycznia 2025     | 4 lipca 2025  |

## Lista odcinków

### Sezon 1 (2023–24)
| №  | #  | Tytuł                                                        | Premiera             |
| -- | -- | ------------------------------------------------------------ | -------------------- |
| 1  | 1  | Maomao (猫猫)                                                | 22 października 2023 |
| 2  | 2  | Chilly Apothecary Buaisō na kusushi (無愛想な薬師)           | 22 października 2023 |
| 3  | 3  | The Unsettling Matter of the Spirit Yūrei sōdō (幽霊騒動)    | 22 października 2023 |
| 4  | 4  | The Threat Dōkatsu (恫喝)                                    | 29 października 2023 |
| 5  | 5  | Covert Operations Anyaku (暗躍)                              | 6 listopada 2023     |
| 6  | 6  | The Garden Party Enyūkai (園遊会)                            | 12 listopada 2023    |
| 7  | 7  | Homecoming Satogaeri (里帰り)                                | 19 listopada 2023    |
| 8  | 8  | Wheat Stalks Mugiwara (麦稈)                                 | 26 listopada 2023    |
| 9  | 9  | Suicide or Murder? Jisatsu ka tasatsu ka (自殺か他殺か)      | 3 grudnia 2023       |
| 10 | 10 | Honey Hachimitsu (蜂蜜)                                      | 10 grudnia 2023      |
| 11 | 11 | Reducing Two to One Futatsu o hitotsu ni (二つを一つに)      | 17 grudnia 2023      |
| 12 | 12 | The Eunuch and the Courtesan Kangan to gijo (宦官と妓女)     | 24 grudnia 2023      |
| 13 | 13 | Serving in the Outer Court Gaitei kinmu (外廷勤務)           | 7 stycznia 2024      |
| 14 | 14 | The New Pure Consort Atarashī yoshihi (新しい淑妃)           | 14 stycznia 2024     |
| 15 | 15 | Raw Fish Namasu (鱠)                                         | 21 stycznia 2024     |
| 16 | 16 | Lead Namari (鉛)                                             | 28 stycznia 2024     |
| 17 | 17 | A Jaunt Around Town Machiaruki (街歩き)                      | 4 lutego 2024        |
| 18 | 18 | Lakan (羅漢)                                                 | 11 lutego 2024       |
| 19 | 19 | Chance or Something More Gūzen ka hitsuzen ka (偶然か必然か) | 18 lutego 2024       |
| 20 | 20 | Thornapple Mandarage (曼荼羅華)                              | 25 lutego 2024       |
| 21 | 21 | How to Buy Out a Contract Miuke sakusen (身請け作戦)         | 3 marca 2024         |
| 22 | 22 | Blue Roses Aoi soubi (青い薔薇)                              | 10 marca 2024        |
| 23 | 23 | Balsam and Woodsorrel Hōsenka to katakumi (鳳仙花と片喰)     | 17 marca 2024        |
| 24 | 24 | Jinshi and Maomao Jinshi to Maomao (壬氏と猫猫)              | 24 marca 2024        |

### Sezon 2 (2025)
| №  | #  | Tytuł                                                                       | Premiera         |
| -- | -- | --------------------------------------------------------------------------- | ---------------- |
| 25 | 1  | Maomao and Maomao Maomao to Maomao (猫猫と毛毛)                             | 10 stycznia 2025 |
| 26 | 2  | Caravan Taishō (隊商)                                                       | 17 stycznia 2025 |
| 27 | 3  | Corpse Fungus Tōjinkasō (冬人夏草)                                          | 24 stycznia 2025 |
| 28 | 4  | Mirror Kagami (鏡)                                                          | 31 stycznia 2025 |
| 29 | 5  | The Moon Fairy Gessei (月精)                                                | 7 lutego 2025    |
| 30 | 6  | The Crystal Pavilion, For the Third Time Mi tabi, suishōgū (みたび、水晶宮) | 14 lutego 2025   |
| 31 | 7  | The Shrine of Choosing Sentaku no byō (選択の廟)                            | 21 lutego 2025   |
| 32 | 8  | The Empress Dowager Kōtaigō (皇太后)                                        | 28 lutego 2025   |
| 33 | 9  | The Late Emperor Sentei (先帝)                                              | 7 marca 2025     |
| 34 | 10 | A Ghost Story Kaidan (怪談)                                                 | 14 marca 2025    |
| 35 | 11 | The Hunt Kari (狩り)                                                        | 21 marca 2025    |
| 36 | 12 | Ka Zuigetsu (華瑞月)                                                        | 28 marca 2025    |
| 37 | 13 | The Baths Yudono (湯殿)                                                     | 4 kwietnia 2025  |
| 38 | 14 | The Dancing Ghost Odoru yūrei (踊る幽霊)                                    | 11 kwietnia 2025 |
| 39 | 15 | Ice Aisu (氷菓アイス)                                                       | 18 kwietnia 2025 |
| 40 | 16 | Festering Resentment Suku’u akui (巣食う悪意)                               | 25 kwietnia 2025 |
| 41 | 17 | Fox Village Kitsune no sato (狐の里)                                        | 2 maja 2025      |
| 42 | 18 | Lantern Plant Hoozuki (鬼灯)                                                | 9 maja 2025      |
| 43 | 19 | Festival Matsuri (祭り)                                                     | 23 maja 2025     |
| 44 | 20 | The Stronghold Toride (砦)                                                  | 31 maja 2025     |
| 45 | 21 | Taibon (蟇盆)                                                               | 6 czerwca 2025   |
| 46 | 22 | Royal Guard Kin-gun (禁軍)                                                  | 13 czerwca 2025  |
| 47 | 23 | The Shi Clan Shi no ichizoku (子の一族)                                     | 27 czerwca 2025  |
| 48 | 24 | The Beginning Hajimari (はじまり)                                           | 4 lipca 2025     |